# Szałwia biało plamkowana
Szałwia biało plamkowana (Salvia albimaculata) – gatunek byliny z rodziny jasnotowatych. Występuje w Turcji. Po raz pierwszy została zebrana w 1845, ale błędnie zaklasyfikowano ją jako Salvia potentifolia. Dopiero w 1948 została wyodrębniona jako nowy gatunek. Endemit.

## Zasięg występowania
W naturze występuje na łagodnych, kredowych stokach kanionu rzeki Göks na obszarze Ermenek, gdzie jest dość pospolita.

## Morfologia
PokrójNiskie, kopulaste i rozłożyste kępy wysokości około 30 cm i szerokości do 90 cm.
LiściePierzasto złożone, składające się z listków.
KwiatyDuże, do 4 cm długości, atramentowopurpurowe z wielkimi białymi plamami na dolnej wardze, są najbardziej charakterystyczną cechą tego gatunku.

## Zagrożenie i ochrona
Jako endemit ma status "R" – rzadki.

## Zastosowanie i uprawa
Roślina ozdobna. Została introdukowana w 1984 i szybko stała się popularna wśród ogrodników. Dość łatwa w uprawie w umiarkowanym klimacie. Wymaga przepuszczalnych, piaszczystych gleb na glinach, otwartych, słonecznych miejsc oraz suchych zim. W obszarach z dużą ilością opadów w zimie szałwia ta najlepiej rośnie w zimnych szklarniach. Rozmnażanie: na wiosnę z nasion, lub z sadzonek pobieranych latem.